# Riachão (Maranhão)
Riachão è un comune del Brasile nello Stato del Maranhão, parte della mesoregione del Sul Maranhense e della microregione di Gerais de Balsas.